# Lưỡng đài mảnh
Lưỡng đài mảnh (danh pháp khoa học: Diplobryum minutale) là một loài thực vật có hoa trong họ Podostemaceae. Loài này được C.Cusset mô tả khoa học đầu tiên năm 1972.